# ریچل بولان
ریچل بولان (به انگلیسی: Rachel Bolan) (زادهٔ ۹ فوریه ۱۹۶۶) نوازندهٔ گیتار بیس و ترانه‌سرای اصلی گروه هوی متال اسکید رو است.
او در سال ۱۹۸۶ به‌همراه دیو سابو (گیتاریست) اسکید رو را بنیان گذاشتند.
بولان به‌غیر از فعالیت‌اش در اسکید رو با دیگر هنرمندان موسیقی نیز همکاری‌هایی داشته‌است. او در ۲ آلبوم شخصی ایس فرلی (گیتاریست کیس) به‌عنوان خواننده مشارکت داشته و در آلبوم Dr. Feelgood ماتلی کرو (۱۹۸۹) خوانندهٔ هم‌آوا بوده‌است. بولان در کنار اسکید رو به یک پروژهٔ موسیقی جانبی به‌نام «کوازی‌موتورز» هم می‌پردازد. دیگر اعضای مشارکت‌کنندهٔ کوازی‌موتورز راب همراسمیت (درامر اسکید رو)، جاناتان کالی‌کات و ایول جیم هستند.